# Ventozelo
Ventozelo is een plaats (freguesia) in de Portugese gemeente Mogadouro en telt 189 inwoners (2001).